# Artus Quellinus le Jeune
Artus Quellinus II ou Artus Quellinus le Jeune, né à Saint-Trond en principauté de Liège, 1625 et mort à Anvers (duché de Brabant) en 1700, est un sculpteur flamand, du XVIIe siècle, qui a joué un rôle important dans l'évolution de la sculpture du baroque flamboyant en Europe du Nord.

## Biographie
Artus Quellinus le Jeune appartenait à la famille d'artistes des Quellinus.  Il était le neveu du sculpteur Érasmus Quellinus l'Ancien (1584-1639) et le cousin du sculpteur Artus Quellinus l'Ancien (1609-1668).  Il se forma à la sculpture auprès de son cousin Artus Quellinus l'Ancien.  Il devint maître de la guilde de Saint-Luc d'Anvers en 1650-1651.  Il se maria en 1653 avec Anna Maria Gabron,.
Il rejoignit en 1653 à Amsterdam son cousin Artus Quellinus l'Ancien qui y décora le nouvel hôtel de ville d'Amsterdam avec une grande équipe de collaborateurs.
Deux ans plus tard, il fit le voyage d'Italie et œuvra à Rome, à Florence et à Turin. Il retourna à Anvers en 1657 et devint un poorter d'Anvers le 11 mai 1663. Sa femme meurt le 15 octobre 1668 et l'année suivante Artus se remaria avec Cornelia Volders. Dans la dernière partie de sa vie Quellinus reçut de nombreuses commandes, principalement pour l'ameublement d'églises et des sculptures funéraires.
Ses fils Thomas Quellinus et Artus Quellinus III devinrent sculpteurs et Cornelis devint peintre,.

## Œuvre
Son style a marqué une évolution dans la sculpture baroque en Flandre vers une forme plus dramatique et expressive. En cela il se distingue de son cousin Artus l'Ancien qui avait travaillé dans l'atelier de François Duquesnoy à Rome et à son retour en Flandre dans les années 1640 avait contribué à introduire le style baroque développé par François Duquesnoy, qui était fondé sur la sculpture de l'antiquité. Ce style d'Artus l'Ancien était moins expressif que le style baroque de Gian Lorenzo Bernini, le principal concurrent de François Duquesnoy à Rome.
L'insistance d'Artus Quellinus le Jeune sur l'émotion révèle un lien avec l'œuvre de Bernini et Lucas Faydherbe (1617-1697), le premier sculpteur de Malines qui avait reçu sa formation dans l'atelier de Pierre Paul Rubens. Cela se reflète dans la préférence d'Artus Quellinus le Jeune pour les corps gracieux, les draperies qui coulent, les cheveux envolés par le vent et les expressions du visage fines avec peu de sens de réalisme,.  Ses fils ont contribué à répandre son style à l'étranger, Thomas dans le nord de l'Allemagne et au Danemark et Artus Quellinus III en Angleterre,.
De nombreuses églises d'Anvers conservent ses productions.

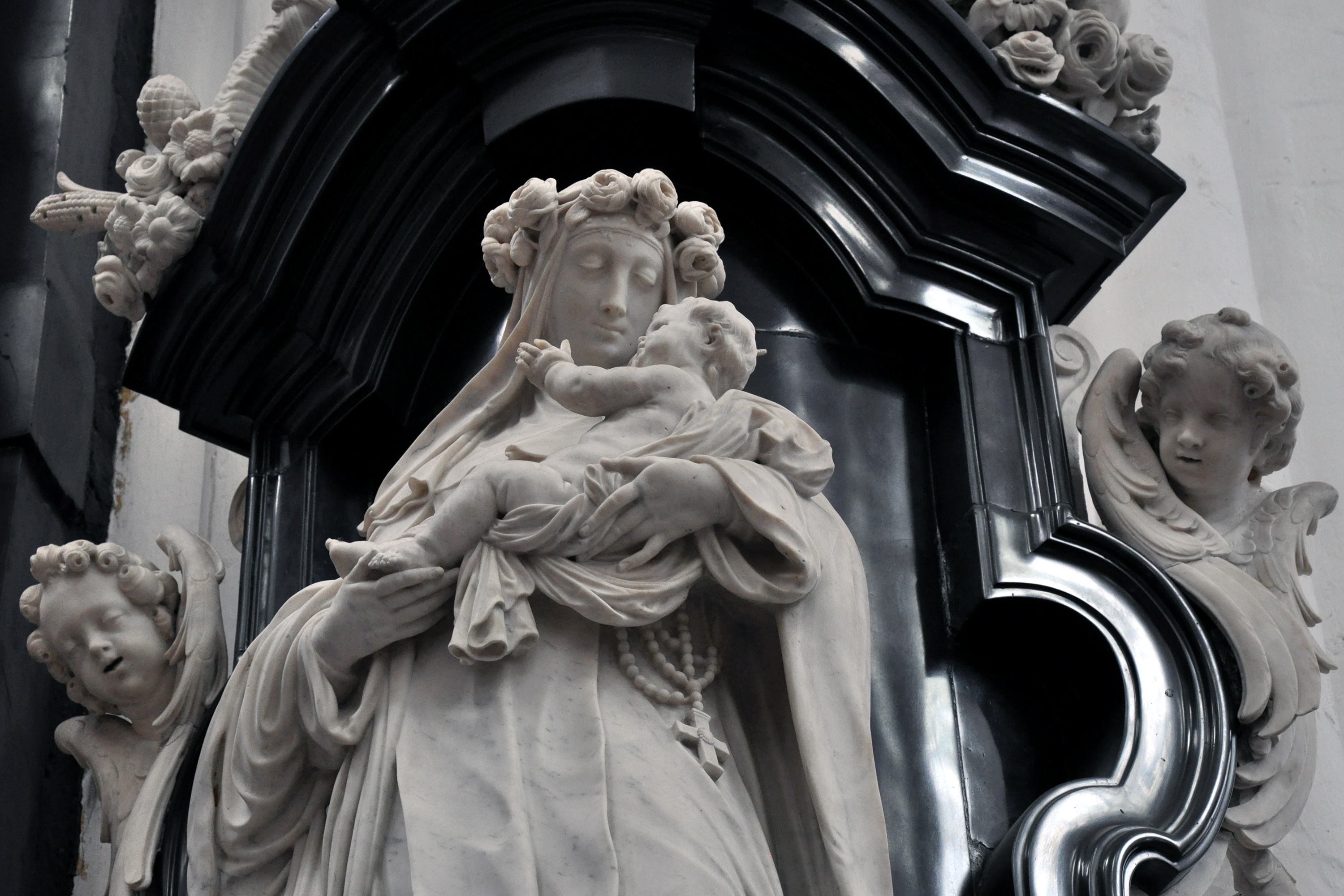
Sainte Rose de Lima, église Saint-Paul d'Anvers.
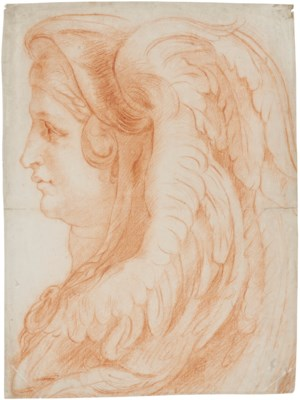
Étude architecturale fragmentaire, musée d'art classique de Mougins.
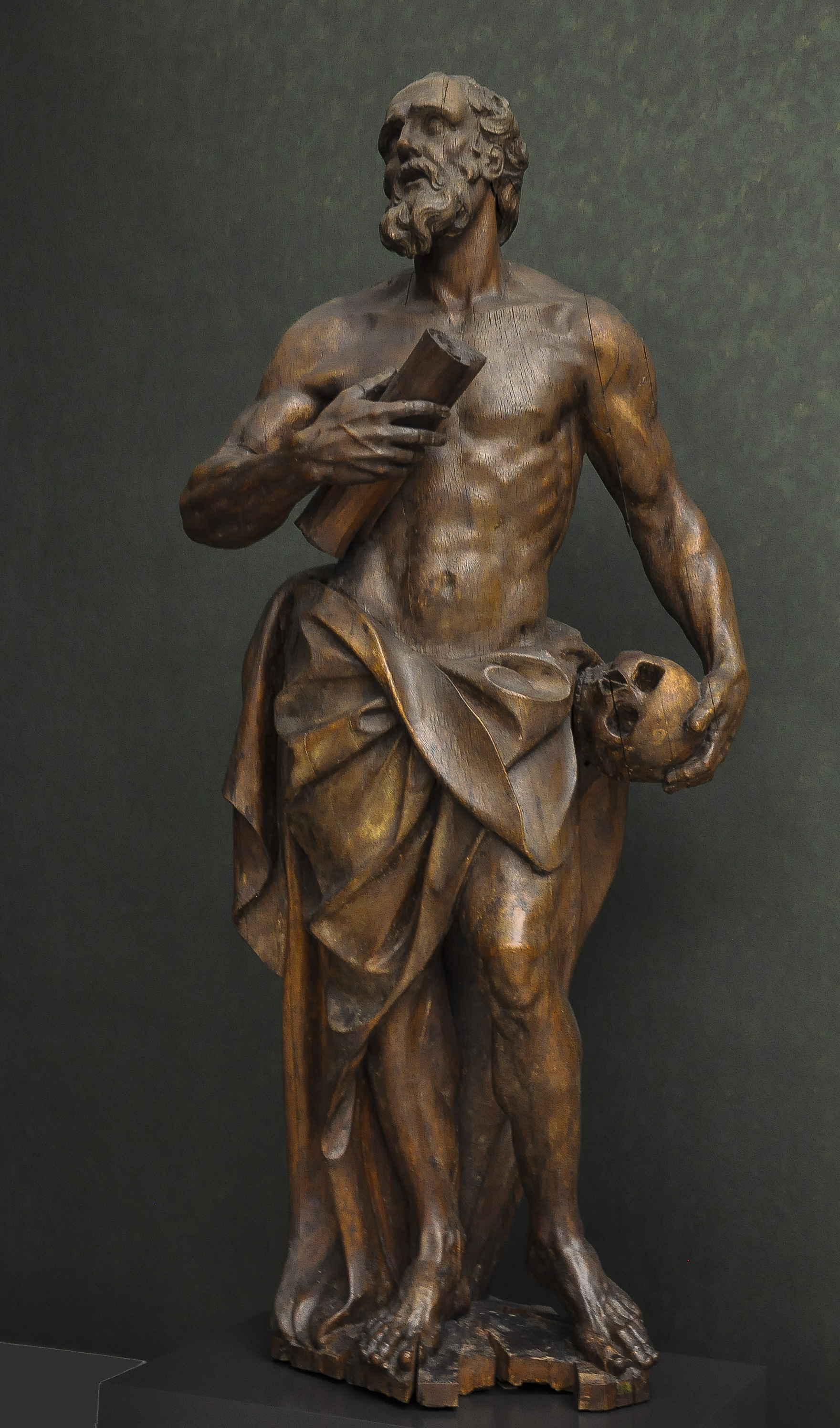
Saint Jérôme, musée des Beaux-Arts de Gand, Belgique.